# ВВС 9-й армии
Военно-воздушные силы 9-й армии (ВВС 9-й армии) — оперативное авиационное соединение времен Великой Отечественной войны.

## Третье формирование
ВВС 9-й армии третьего формирования сформированы 25 июня 1941 года на основе ВВС 9-й отдельной армии в связи с переименованием 9-й отдельной армии в 9-ю армию согласно Директиве Ставки Верховного Главнокомандования

## Переформирование
ВВС 9-й армии 22 мая 1942 года на основании Приказа НКО СССР обращены на формирование 219-й бомбардировочной авиационной дивизии.

## Командующий ВВС 9-й армии
- комдив Рычагов Павел Васильевич, 1939 - 1940
- Полковник Батыгин Иван Терентьевич[3] с октября 1941 года по 22 мая 1942 года

## В составе объединений
| Дата          | Фронт (округ) |
| ------------- | ------------- |
| 22.06.1941 г. | Ставка ВГК    |
| 25.06.1941 г. | Южный фронт   |
| 22.05.1942 г. | Южный фронт   |

## Участие в операциях и битвах
- Приграничные сражения в Молдавии — с 25 июня 1941 года по 26 июля 1941 года.
- Тираспольско-Мелитопольская операция — с 27 июля 1941 года по 28 сентября 1941 года.
- Уманская операция — с 16 июля 1941 года по 7 августа 1941 года.
- Донбасская операция — с 29 сентября 1941 года по 4 ноября 1941 года[3].
- Ростовская оборонительная операция — с 5 ноября 1941 года по 16 ноября 1941 года[3].
- Ростовская наступательная операция — с 17 ноября 1941 года по 2 декабря 1941 года[3].
- Барвенково-Лозовская операция — с 18 января 1942 года по 31 января 1942 года[3].

## Части и отдельные подразделения ВВС армии
За весь период своего существования боевой состав ВВС армии претерпевал изменения, в различное время в её состав входили полки и дивизии:
| Период                  | Наименование                            | Примечание            |
| ----------------------- | --------------------------------------- | --------------------- |
| 25.06.1941 — 10.04.1942 | 20-я смешанная авиационная дивизия      |                       |
| 25.06.1941 — 01.08.1941 | 21-я смешанная авиационная дивизия      |                       |
| 22.06.1941 — 29.09.1941 | 45-я смешанная авиационная дивизия      |                       |
| 22.06.1941 — 11.09.1941 | 65-я истребительная авиационная дивизия | в стадии формирования |
| 22.06.1941 — 09.07.1941 | 66-я истребительная авиационная дивизия | в стадии формирования |
| 22.06.1941 — 20.08.1941 | 131-й истребительный авиационный полк   |                       |
| 22.06.1941 — 25.07.1941 | 317-й разведывательный авиационный полк |                       |
| 01.02.1942 — 24.04.1942 | 5-я резервная авиационная группа        |                       |

## Присвоение гвардейских званий
- 4-й штурмовой авиационный полк переименован в 7-й гвардейский штурмовой авиационный полк[6]

## Отличившиеся воины
- Галкин Михаил Петрович, лейтенант, командир звена 4-го истребительного авиационного полка 20-й смешанной авиационной дивизии Военно-Воздушных Сил 9-й армии Южного фронта 27 марта 1942 года удостоен звания Герой Советского Союза. Золотая Звезда № 577.
- Карманов Афанасий Георгиевич, капитан, командир эскадрильи 4-го истребительного авиационного полка 20-й смешанной авиационной дивизии Военно-Воздушных Сил 9-й армии 27 марта 1942 года удостоен звания Герой Советского Союза. Посмертно.
- Морозов Анатолий Афанасьевич, командир звена 4-го истребительного авиационного полка 20-й смешанной авиационной дивизии ВВС 9-й армии Южного фронта, 27 марта 1942 года удостоен звания Герой Советского Союза. Золотая Звезда № 671
- Селиверстов Кузьма Егорович, лейтенант, командир звена 55-го истребительного авиационного полка 20-й смешанной авиационной дивизии ВВС 9-й армии Южного фронта, 27 марта 1942 года удостоен звания Герой Советского Союза. Посмертно.
- Гончаров Леонид Антонович, командир 131-го истребительного авиаполка 20-й смешанной авиационной дивизии 9-й армии Южного фронта, подполковник, Указом Президиума Верховного Совета СССР от 6 июня 1942 года за «умелое командование авиационным полком, образцовое выполнение боевых заданий командования на фронте борьбы с немецкими захватчиками и проявленные при этом мужество и героизм» удостоен звания Героя Советского Союза, посмертно.
- Давидков Виктор Иосифович, заместитель командира 131-го истребительного авиаполка 20-й смешанной авиадивизии 9-й армии Южного фронта, капитан, Указом Президиума Верховного Совета СССР от 6 июня 1942 года за образцовое выполнение боевых заданий командования на фронте борьбы с немецко-фашистским захватчиками и проявленные при этом мужество и героизм, удостоен звание Героя Советского Союза, Золотая Звезда № 850